# Ixora pseudojavanica
Ixora pseudojavanica är en måreväxtart som beskrevs av Cornelis Eliza Bertus Bremekamp. Ixora pseudojavanica ingår i släktet Ixora och familjen måreväxter. Inga underarter finns listade i Catalogue of Life.